# Tell It to the Bees
Tell It to the Bees (bra: Fale com as Abelhas) é um filme de drama romântico britânico de 2018 dirigido por Annabel Jankel e estrelado por Anna Paquin e Holliday Grainger. O roteiro de Henrietta e Jessica Ashworth  é baseado no romance homônimo de 2009, de Fiona Shaw.
O filme teve sua estreia mundial no Festival Internacional de Cinema de Toronto como uma apresentação especial em 9 de setembro de 2018. Tell It to the Bees estreou em versão limitada nos Estados Unidos em 3 de maio de 2019. Foi lançado nos cinemas no Reino Unido em 26 de julho de 2019. No Brasil, foi lançado nos cinemas pela Arteplex Filmes em 21 de janeiro de 2021.

## Sinopse
Com seu casamento fracassado e filho pequeno, Lydia (Grainger) começa a se conectar com a nova médica da cidade, Jean (Paquin), que se relaciona com o filho de Lydia depois que ele se interessa por suas colônias de abelhas. No entanto, na Escócia rural dos anos 1950, o relacionamento das mulheres levanta questões depois que a mãe e o filho começam a morar com ela depois de serem despejados.[carece de fontes?]

## Elenco
- Anna Paquin como Jean Markham
- Holliday Grainger como Lydia Weekes
- Emun Elliott como Robert Weekes
- Lauren Lyle como Annie Cranmer
- Gregor Selkirk como Charlie Weekes
- Billy Boyd como narrador vocal adulto de Charlie
- Kate Dickie como Pam Cranmer
- Steven Robertson como Jim

## Produção

### Desenvolvimento
Em junho de 2012, o roteiro original escrito por Irena Brignull foi apresentado ao British Film Institute (BFI). O financiamento para o projeto foi posteriormente assegurado pelo BFI Film Fund e Creative Scotland. O orçamento inicial de produção em 2015 foi de £5 milhões.
Em maio de 2017, os produtores anunciaram que Holliday Grainger iria estrelar o filme. Em agosto de 2017, Anna Paquin se juntou ao elenco como Dra. Jean Markham. Ao contrário do romance, que se passa em Yorkshire, o filme se passa no sul da Escócia.
Tell It to the Bees é produzido pela Reliance Entertainment Productions 8, Archface Films, Taking A Line For A Walk, Riverstone Pictures, Cayenne Film Company, Motion Picture Capital; e co-produzido pela Filmgate Films, Twickenham Studios e Film i Väst. Film Constellation tratou dos direitos de distribuição internacional.
Os direitos norte-americanos foram adquiridos da Film Constellation pela Good Deed Entertainment em 30 de outubro de 2018. Os direitos de distribuição para a Alemanha, Espanha, Coréia e Taiwan foram vendidos em 4 de novembro de 2018, seguidos pelos direitos para a Austrália, Nova Zelândia, Escandinávia e Polônia em 7 de fevereiro de 2019, bem como a aquisição pela Vertigo Releasing para o Reino Unido.

### Filmagens
A fotografia principal começou em 10 de agosto de 2017 na Escócia, com filmagens perto de Stirling.

## Trilha sonora
A trilha original foi escrita pela compositora escocesa Claire M Singer. O álbum da trilha sonora foi lançado em 3 de maio de 2019.

## Lançamento

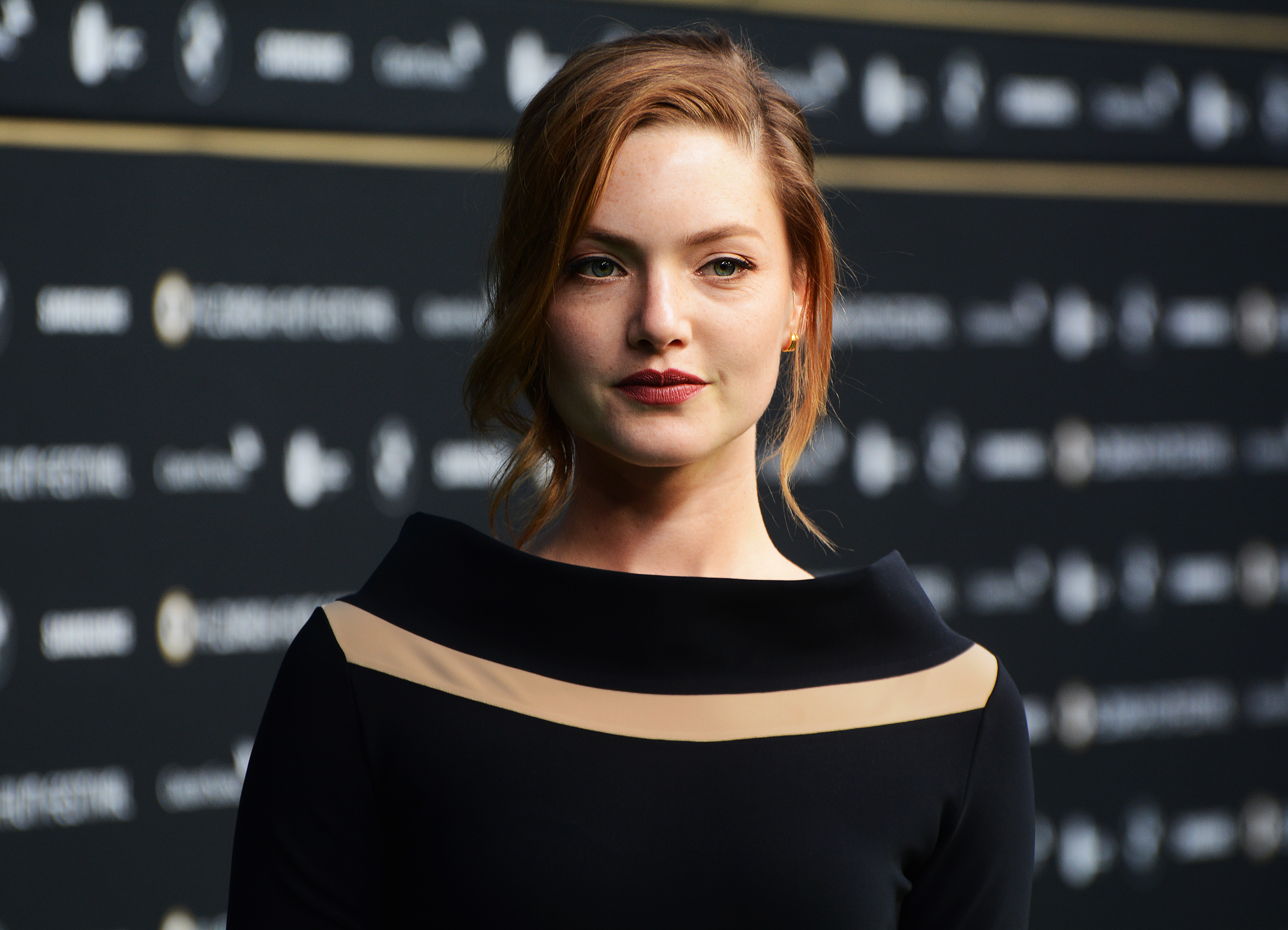
Holliday Grainger durante a estreia de gala de Tell It to the Bees no Festival de Cinema de Zurique de 2018

Tell It to the Bees estreou no Festival Internacional de Cinema de Toronto em 9 de setembro de 2018. O primeiro clipe de filme foi lançado em 6 de setembro antes da estreia mundial.
Ele estreou em um lançamento limitado nos cinemas nos Estados Unidos em 3 de maio de 2019.

### Mídia doméstica
Nos EUA, o filme foi disponibilizado como VOD em 3 de maio de 2019.

## Recepção

### Resposta crítica
No site Rotten Tomatoes, o filme tem uma classificação de 52% com base em 54 avaliações de profissionais críticos, e uma classificação média de 5.30/10. O consenso crítico do site diz: "Tell It to the Bees é bem atuado e bem-intencionado — mas muitas vezes prejudicado por sua narrativa frustrantemente didática". No Metacritic, o filme recebeu uma pontuação de 50/100 com base em 13 avaliações dos críticos, indicando "avaliações mistas ou médias".